# بالاجي
بالاجي هي قرية في مقاطعة أرومية، إيران. يقدر عدد سكانها بـ 369 نسمة بحسب إحصاء 2016.